# 城陵矶街道
城陵矶街道，位于湖南省岳阳市岳阳楼区，街道办事处驻岳阳楼区桂花园路。城陵矶码头、城陵矶港口是湖南最大的客、货运码头。境内有华能电厂、湖南泰格林纸集团、岳阳港务有限公司等企业。

## 沿革
- 1949年，岳阳县一区
- 1951年，城陵矶镇
- 1958年，岳州公社城陵矶分社
- 1960年，城陵矶办事处
- 1976年，岳阳市城陵矶区
- 1984年，岳阳市南区城陵矶街道
- 1996年，岳阳市岳阳楼区城陵矶街道

## 行政区划
城陵矶街道辖6个社区和1个行政村。
- 华能社区、南岳社区、洪家洲社区、港口社区、骆家坡社区、桂花园社区
- 城陵矶村